# WNYY
Koordinaten: 42° 23′ 30″ N, 76° 28′ 29″ W
WNYY ist eine Oldie-Station aus Ithaca, New York. Sie war eine der wenigen progressiven Talkradio-Stationen in den Vereinigten Staaten. Die Station sendet für die Ithaca Area und strahlt auf 1470 kHz mit 5 kW tagsüber und Nachts mit 1 kW ab.
Eigentümer der Station ist Saga Communications of New England.

## Geschichte
WNYY übernahm Sendungen von CNN Radio. Von 2004 bis zu dessen Schließung 2010 war WNYY einer der bedeutendsten Affiliates von Air America. Mehr als zwölf Jahre waren progressive Talkmoderatoren wie Jon Grayson, Leslie Marshall und die Sendung Car Doctor mit Ron Annanian auf WNYY zu hören.
Ab dem 1. Februar 2017 wurde das progressive Talk-Format eingestellt. Der Besitzer, die Cayuga Radio Group (Saga Communications), beschloss, nur noch eine Talkradio-Station zu betreiben, und zwar WHCU mit einem konservativen Talkprogramm. Er machte aus dem Sender eine Oldie-Station.